# Annette Duetz
Annette Duetz, née le 29 juin 1993 à Zeddam, est une skippeuse néerlandaise. Elle remporte la médaille de bronze olympique en 49er FX en 2020, puis la médaille d'or aux Jeux olympiques de Paris en 2024 avec Odile van Aanholt. 

## Palmarès

### Jeux olympiques
- Jeux olympiques de 2020 à Tokyo ( Japon) : 
  -  Médaille de bronze en 49er FX.
- Jeux olympiques de 2024 à Paris ( France) : 
  -  Médaille d'or en 49er FX.

### Championnats du monde
- Championnats du monde 2018 à Aarhus ( Danemark) :
  -  Médaille d'or en 49er FX.
- Championnats du monde 2019 à Auckland ( Nouvelle-Zélande) :
  -  Médaille d'or en 49er FX.
- Championnats du monde 2022 dans la baie de St. Margarets ( Canada) :
  -  Médaille d'or en 49er FX.